# Готфрид I фон Ронсберг
Готфрид I фон Ронсберг (на немски: Gottfried I von Ronsberg, Graf von Ronsberg; † между 3 април 1166 и ок. 1170/1172) е благородник, господар на Урзин или замък Ирзе (при Кауфбойрен) в Швабия/Бавария, от ок. 1130 г. господар на Ронсбург до Ронсберг и от ок. 1147 г. граф на Ронсберг в Швабия/Бавария. По-късно, през 1182 г., линията фон Ронсберг е издигната на маркграфове и измира по мъжка линия през 1212 г. Баща е вероятно на Готфрид фон Зелс, патриарх на Аквилея (1182 – 1194).

## Произход, управление и наследство
Той е син на Руперт фон Урзин († 17 юли сл. 1130) и съпругата му Ирмингард фон Калв († 13 януари). Внук е на Регинхарт III фон Урзин († 1101/1102), фогт на манастир Отобойрен. Брат е на Руперт фон Марщетен и Ронсбург († сл. 1166).
Баща му става ок. 1130 г. монах в манастир Отобойрен.
Господарите фон Урзин живеят от ок. 980 г. в замък Ирзе. Готфрид и брат му Руперт си построяват замък Ронсбург над селището Ронсберг и се наричат веднага Ронсберг. Ок. 1130 г. род Урзин мести центъра си в Ронсберг и оттогава се нарича на новия си замък „господари“, по-късно „графове фон Ронсберг“.
Готфрид I фон Ронсберг получава ок. 1147 г. графската титла от крал Конрад III от род Хоенщауфен (германски крал 1138 – 1152). Той участва през 1157 и 1162 г. в събранията на баварския херцог Хайнрих Лъв (ок. 1130 – 1195) в Рансхофен и Карпфхам.
Граф Готфрид I фон Ронсберг умира между 3 април 1166 и ок. 1170/1172 г. и е погребан в манастир Отобойрен. Синът му Хайнрих I фон Ронсберг е между 1171 и 1182 г. често в дворцовия лагер на императора и Велф VI (1115 – 1191) в Аугсбург и през 1182 г. император Фридрих I Барбароса го издига на маркграф като имперски княз.
Родът измира по мъжка линия с внуците му маркграф Бертхолд фон Ронсберг († 2 април 1212) и неженения Улрих (V) граф фон Ронсберг († 24 ноември 1248).

## Фамилия
Готфрид I фон Ронсберг се жени за Кунигунда Баварска († 2 октомври 1140/1147), дъщеря на херцог Хайнрих X от Бавария и Саксония, маркграф на Тоскана († 1139). Те имат вероятно пет деца:
- Хайнрих I фон Ронсберг (* ок. 1140; † пр. 6 септември 1191), граф и маркграф на Ронсберг, женен за Удилхилд фон Гамертинген († сл. 26 октомври 1191, Отобойрен, като монахиня), дъщеря на граф Улрих III фон Гамертинген († ок. 1165) и Аделхайд († пр. 1150); има осем деца
- ? Ирмгарт фон Ронсберг (* пр. 1163; † ?)
- ? Ута фон Ронсберг († 2 декември 1163?), омъжена за Улрих III фон Тарасп († 24 декември 1177)
- ? Адалберт фон Ронсберг († 1173)
- ? Готфрид фон Зелс († 7 октомври 1194), патриарх на Аквилея (1182 – 1194)